# Synnøve Solemdal
Synnøve Solemdal (* 15. Mai 1989 in Kristiansund) ist eine ehemalige norwegische Biathletin. Sie gewann bei Weltmeisterschaften sechs Goldmedaillen und eine Bronzemedaille mit der norwegischen Staffel sowie sechs weitere Einzel- und Staffelrennen im Biathlonweltcup.

## Privates
Synnøve Solemdal stammt aus Tingvoll und wurde im ca. 50 Kilometer entfernten Kristiansund geboren. Sie startete für ihren Heimatverein Tingvoll IL und lebte und trainierte lang in Lillehammer, wo sie auch an der Hochschule Lillehammer als Studentin eingeschrieben war.

## Karriere

### Anfänge (2008 bis 2010)
Synnøve Solemdal betrieb Biathlon seit 2002, ab 2008 gehörte sie dem norwegischen Nationalkader an. Ihre ersten internationalen Wettkämpfe bestritt sie bei den Junioren-Weltmeisterschaften 2008 in Ruhpolding. Mit den Zwillingen Ada und Elise Ringen gewann sie im Staffelbewerb die Silbermedaille, Gold gewann die deutsche Mannschaft mit Nicole Wötzel und den Zwillingen Janin und Maren Hammerschmidt.
In Winter 2008/09 nahm sie in Idre zum ersten Mal an einem Rennen im Rahmen des IBU-Cups teil und erreichte im Sprint den fünften Rang. Bei den Junioren-Europameisterschaften 2009 in Ufa stand sie in einem internationalen Einzelrennen zum ersten Mal auf dem Podium, als sie im Einzelbewerb hinter Olga Wiluchina die Silbermedaille gewann. Kurz darauf bestritt sie in Trondheim und Chanty-Mansijsk ihre ersten Rennen im Biathlon-Weltcup. In Trondheim verpasste sie als 61. knapp die Qualifikation für das Verfolgungsrennen, in Chanty-Mansijsk gewann sie sowohl im Sprint als auch in der Verfolgung ihre ersten Weltcuppunkte.
Bei den Biathlon-Juniorenweltmeisterschaften 2010 in Torsby gewann sie im Sprint hinter Maren Hammerschmidt und Sophie Boilley und in der Verfolgung hinter Boilley und Nastassja Kalina jeweils die Bronzemedaille und mit Kaia Wøien Nicolaisen und Marie Hov im Staffelrennen die Silbermedaille. Im gleichen Jahr nahm sie an den Biathlon-Europameisterschaften 2010 in Otepää teil, wo sie Fünfte im Einzel wurde, im Sprint hinter Tiril Eckhoff und Nastassja Kalina Bronze und in der Verfolgung die Goldmedaille gewann. Am Ende der Saison 2009/10 wurde sie erneut für zwei Weltcups nominiert, in Oslo und in Chanty-Mansijsk erreichte sie in jedem Rennen die Punkteränge.

### Erste Siege im Weltcup (2010 bis 2014)
Ab dem Beginn der Saison 2010/11 war Solemdal fester Bestandteil der norwegischen Weltcupmannschaft. Ihre erste Podiumsplatzierung im Biathlon-Weltcup erreichte sie im Dezember 2010 gemeinsam mit Ann Kristin Flatland, Fanny Welle-Strand Horn und Tora Berger, die norwegische Mannschaft wurde im Staffelrennen in Hochfilzen Dritter. In ihrer ersten Saison erreichte sie meist die Punkteränge, jedoch konnte sie sich weder in Pokljuka noch in Oberhof für das Verfolgungsrennen qualifizieren. Für ein Massenstartrennen konnte sie sich in diesem Winter ebenfalls nicht qualifizieren. Sie nahm an den Biathlon-Weltmeisterschaften 2011 in Chanty-Mansijsk teil, ein fünfter Platz mit der Damenstaffel war ihr bestes Ergebnis bei den Titelkämpfen.
In der folgenden Saison verpasste sie ihr erstes Podium in einem Einzelrennen im Weltcup mit dem vierten Platz im ersten Sprint des Winters in Östersund nur knapp. Kurz darauf gewann sie gemeinsam mit Fanny Welle-Strand Horn, Elise Ringen und Tora Berger in Hochfilzen die Damenstaffel und damit ihr erstes Rennen im Weltcup. In gleicher Besetzung erreichte die norwegische Damenstaffel in Oberhof den zweiten Platz. Bei den Biathlon-Weltmeisterschaften 2012 in Ruhpolding gewann sie gemeinsam mit Tora Berger, Ole Einar Bjørndalen und Emil Hegle Svendsen die Mixedstaffel und, erneut mit Horn, Ringen und Berger, Bronze im Staffelrennen.
Im Winter 2012/13 gewann Synnøve Solemdal im Verfolgungsrennen in Hochfilzen ihr erstes Einzelrennen im Weltcup. Nachdem sie als Vierte ins Rennen gegangen war, verbesserte sie sich mit nur einem Schießfehler um drei Plätze und erreichte mit über 30 Sekunden Vorsprung auf Tora Berger und Kaisa Mäkäräinen das Ziel. Bei den Biathlon-Weltmeisterschaften 2013 im tschechischen Nové Město gewann sie erneut – mit Tora Berger, Tarjei Bø und Emil Hegle Svendsen – Gold mit der Mixedstaffel sowie mit Hilde Fenne, Ann Kristin Flatland und Tora Berger Gold mit der Damenstaffel. Im Verlauf des Winters stand sie in Staffel- und Mixedstaffelrennen weitere drei Mal auf dem Podium, die Rennen in Hochfilzen und in Ruhpolding konnten die norwegischen Damen für sich entscheiden.
Im Biathlon-Weltcup 2013/14 stand sie in drei Einzelrennen auf dem Podium. Sie gewann wie im Vorjahr das Verfolgungsrennen in Hochfilzen, in Oberhof wurde sie im Verfolgungsrennen Dritte, im Massenstart Zweite. Mit den norwegischen Staffeln erreichte sie zweimal den Zweiten und einmal den Dritten Rang. Zu den Olympischen Winterspielen 2014 in Sotschi verschlechterte sich jedoch ihre Gesundheit, sie nahm dort nur am Sprint- und am Verfolgungsrennen teil und beendete anschließend die Saison vorzeitig.

### Erkrankung mit Pfeiffer-Drüsenfieber (2014 bis 2016)
Nachdem Synnøve Solemdal noch während der Olympischen Winterspiele 2014 die Weltcupsaison 2013/14 vorzeitig beendet hatte, wurde bei ihr Mononukleose festgestellt.
In der Saison 2014/15 ging sie bereits wieder an den Start, konnte jedoch nicht an ihre bisherigen Erfolge anknüpfen. Lediglich in zwei Rennen erreichte sie die Punkteränge, an den Weltcups in Antholz und Nové Město nahm sie nicht teil, in dieser Zeit bestritt sie zwei Rennen im Rahmen des IBU-Cups in Brezno. Neben der körperlichen Leistungsfähigkeit verschlechterte sich auch Solemdals Trefferquote im Vergleich zur Vorsaison um 13 Prozentpunkte.
Für den Winter 2015/16 konnte Synnøve Solemdal wieder wie geplant trainieren. Ihre Rennergebnisse verbesserten sich in dieser Saison leicht, mit drei Ausnahmen beendete sie alle Rennen in den Punkterängen. Ihre Trefferquote hatte sich auch wieder auf den Wert von vor der Saison 2013/14 erhöht. An den Weltcups in Antholz und Presque Isle nahm sie nicht teil. Bei ihrer Heim-WM am Holmenkollen in Oslo gewann sie gemeinsam mit Fanny Horn Birkeland, Tiril Eckhoff und Marte Olsbu Gold im Staffelrennen. Solemdal blieb als Startläuferin am Schießstand fehlerfrei und übergab mit gut 13 Sekunden Rückstand auf die zu diesem Zeitpunkt führende Kaisa Mäkäräinen an ihre Teamkollegin Birkeland.

### Erneute Krankheitspause und Rückkehr in den Weltcup (seit 2016)

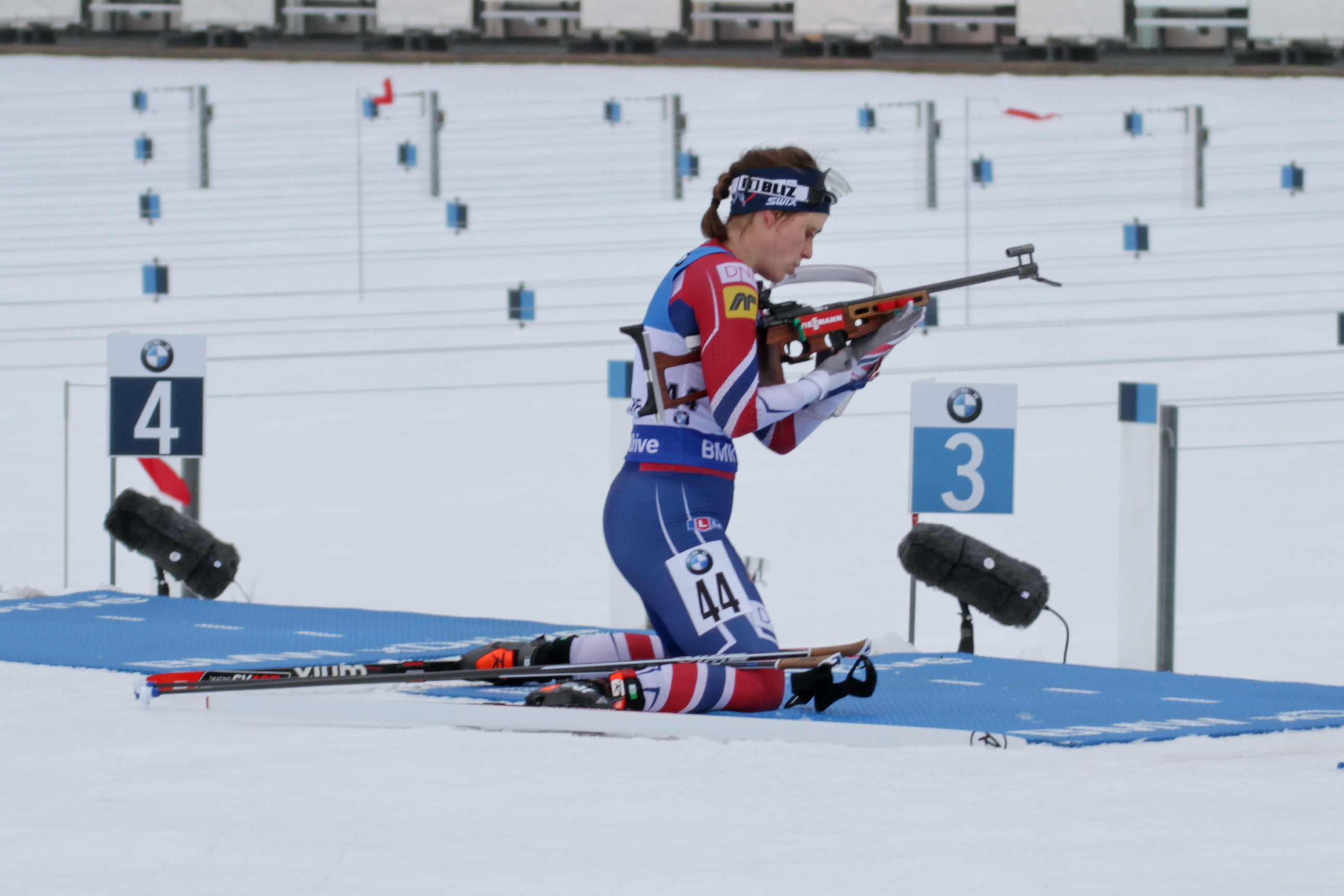
Solemdal in Oberhof, Januar 2018

In der Vorbereitung auf die Saison 2016/17 musste Solemdal einen weiteren schweren Rückschlag hinnehmen. Sie konnte während des Trainings ihren Körper nicht richtig belasten, in dieser Zeit war es ihr nur möglich, wenige und kurze Einheiten zu trainieren. Als sich Anfang Juli keine Besserung einstellte, beendete sie das Training. Bis November gab es keine schlüssige Erklärung für ihre körperliche Verfassung. In dieser Zeit konsultierte sie neben Ärzten auch Psychologen und Physiotherapeuten, jedoch ohne Erfolg. Erst gegen Ende November stellte ein Arzt die richtige Diagnose. Nach einem Zeckenbiss, den sie sich vermutlich bei einem Besuch bei ihrer Familie in Tingvoll zugezogen hatte, erkrankte sie an Lyme-Borreliose. Vor diesem Arztbesuch hatte sie bereits darüber nachgedacht, ihre sportliche Karriere zu beenden. Nach einer Behandlung mit Antibiotika konnte sie jedoch bereits nach dreieinhalb Wochen wieder mit dem Training beginnen. Nach einer längeren Aufbauphase bestritt sie beim IBU-Cup in Brezno ihr erstes internationales Rennen nach fast einem Jahr Pause. Nachdem sie auch am IBU-Cup in Kontiolahti teilgenommen hatte, kehrte sie eine Woche später – ebenfalls in Kontiolahti – in den Weltcup zurück. Sie beendete Sprint und Verfolgung knapp außerhalb der Punkteränge. Solemdal gab an, nun völlig gesund zu sein und sich ausgiebig auf die Olympischen Winterspiele 2018 vorbereiten zu wollen.
Zum Beginn der neuen Saison konnte Solemdal bereits im ersten Rennen, dem Einzel über 15 km im schwedischen Östersund, an alte Erfolge anknüpfen. Sie beendete das Rennen ohne Fehler am Schießstand und erreichte mit einem zweiten Platz ihre erste Podiumsplatzierung in dieser Disziplin. Im Sprintrennen wurde sie, ebenfalls ohne Schießfehler, Vierte und übernahm damit die Führung im Gesamtweltcup und durfte im Verfolgungsrennen zum ersten Mal in ihrer Karriere im gelben Trikot starten. Im Verfolgungsrennen in Hochfilzen folgte mit Rang acht eine weitere Top-10-Platzierung. Den Weltcup im französischen Annecy ließ sie krankheitsbedingt aus. Nach der Weihnachtspause konnte sie nicht an die guten Leistungen vom Anfang der Saison anknüpfen, auch bei den Olympischen Winterspielen in Pyeongchang verfehlte sie die Medaillenränge deutlich, ein 40. Platz im Einzelrennen über 15 km blieb ihre beste Platzierung. Im Staffelrennen startete sie gemeinsam mit Tiril Eckhoff, Ingrid Landmark Tandrevold und Marte Olsbu, nach einer Strafrunde durch Eckhoff und zwei durch Tandrevold verfehlte die norwegische Mannschaft die Bronzemedaille nur um wenige Sekunden. Im weiteren Verlauf des Weltcups verfehlte sie mehrmals die Punkteränge, am Ende der Saison belegte sie den 33. Gesamtrang.
Nach einer Vorbereitung im Sommer ohne Verletzungen und ohne Erkrankungen startete Solemdal erneut mit nur durchwachsenen Leistungen in den Winter 2018/19. Sie verfehlte mehrmals die Qualifikation für das Verfolgungsrennen, an den Weltcups in Hochfilzen und in Oberhof nahm sie nicht teil. Trotzdem wurde sie für die Damenstaffel bei den Biathlon-Weltmeisterschaften 2019 im schwedischen Östersund nominiert, die norwegische Staffel startete in der gleichen Besetzung wie im Vorjahr bei den Olympischen Spielen und gewann die Goldmedaille.
Nach dem Ende der Saison 2019/20 beendete sie ihre Karriere.

## Statistiken

### Olympische Winterspiele
| Olympische Winterspiele | Olympische Winterspiele | Einzel | Sprint | Verfolgung | Massenstart | Staffel | Mixedstaffel |
| Jahr                    | Ort                     | Einzel | Sprint | Verfolgung | Massenstart | Staffel | Mixedstaffel |
| ----------------------- | ----------------------- | ------ | ------ | ---------- | ----------- | ------- | ------------ |
| 2014                    | Sotschi                 | –      | 35.    | 36.        | –           | –       | –            |
| 2018                    | Pyeongchang             | 40.    | 50.    | 41.        | –           | 4.      | –            |

### Weltmeisterschaften
| Weltmeisterschaften | Weltmeisterschaften | Einzel | Sprint | Verfolgung | Massenstart | Staffel | Mixedstaffel | Single-Mixedstaffel |
| Jahr                | Ort                 | Einzel | Sprint | Verfolgung | Massenstart | Staffel | Mixedstaffel | Single-Mixedstaffel |
| ------------------- | ------------------- | ------ | ------ | ---------- | ----------- | ------- | ------------ | ------------------- |
| 2011                | Chanty-Mansijsk     | 62.    | 42.    | LAP        | –           | 5.      | –            |                     |
| 2012                | Ruhpolding          | 39.    | 32.    | 24.        | 18.         | 3.      | 1.           |                     |
| 2013                | Nové Město          | 53.    | 19.    | 19.        | 16.         | 1.      | 1.           |                     |
| 2015                | Kontiolahti         | 46.    | –      | –          | –           | 4.      | –            |                     |
| 2016                | Oslo                | –      | 34.    | 24.        | –           | 1.      | –            |                     |
| 2019                | Östersund           | 29.    | 62.    | –          | –           | 1.      | –            | –                   |
| 2020                | Antholz             | 60.    | –      | –          | –           | 1.      | –            | –                   |

### Weltcupsiege
| Nr. | Datum        | Ort        | Disziplin  |
| --- | ------------ | ---------- | ---------- |
| 1.  | 8. Dez. 2012 | Hochfilzen | Verfolgung |
| 2.  | 8. Dez. 2013 | Hochfilzen | Verfolgung |

| Nr. | Datum         | Ort        | Disziplin           |
| --- | ------------- | ---------- | ------------------- |
| 1.  | 11. Dez. 2011 | Hochfilzen | Staffel 1           |
| 2.  | 1. März 2012  | Ruhpolding | Mixedstaffel (WM) 2 |
| 3.  | 9. Dez. 2012  | Hochfilzen | Staffel 3           |
| 4.  | 9. Jan. 2013  | Ruhpolding | Staffel 4           |
| 5.  | 7. Feb. 2013  | Nové Město | Mixedstaffel (WM) 5 |
| 6.  | 15. Feb. 2013 | Nové Město | Staffel (WM) 6      |
| 7.  | 11. März 2016 | Oslo       | Staffel (WM) 7      |
| 8.  | 16. März 2019 | Östersund  | Staffel (WM) 8      |
| 9.  | 11. Jan. 2020 | Oberhof    | Staffel 8           |
| 10. | 22. Feb. 2020 | Antholz    | Staffel (WM) 8      |

### Platzierungen im Biathlon-Weltcup
Die Tabelle zeigt alle Platzierungen (je nach Austragungsjahr einschließlich Olympische Spiele und Weltmeisterschaften).
- 1.–3. Platz: Anzahl der Podiumsplatzierungen
- Top 10: Anzahl der Platzierungen unter den ersten zehn (einschließlich Podium)
- Punkteränge: Anzahl der Platzierungen innerhalb der Punkteränge (einschließlich Podium und Top 10)
- Starts: Anzahl gelaufener Rennen in der jeweiligen Disziplin
- Staffel: inklusive Mixed- und Single-Mixed-Staffeln

| Platzierung         | Einzel | Sprint | Verfolgung | Massenstart | Staffel | Gesamt |
| ------------------- | ------ | ------ | ---------- | ----------- | ------- | ------ |
| 1. Platz            |        |        | 2          |             | 10      | 12     |
| 2. Platz            | 1      |        |            | 1           | 7       | 9      |
| 3. Platz            |        |        | 1          |             | 5       | 6      |
| Top 10              | 2      | 8      | 5          | 2           | 39      | 56     |
| Punkteränge         | 11     | 43     | 36         | 15          | 40      | 145    |
| Starts              | 20     | 68     | 45         | 15          | 40      | 188    |
| Stand: Karriereende |        |        |            |             |         |        |

### Norwegische Meisterschaften

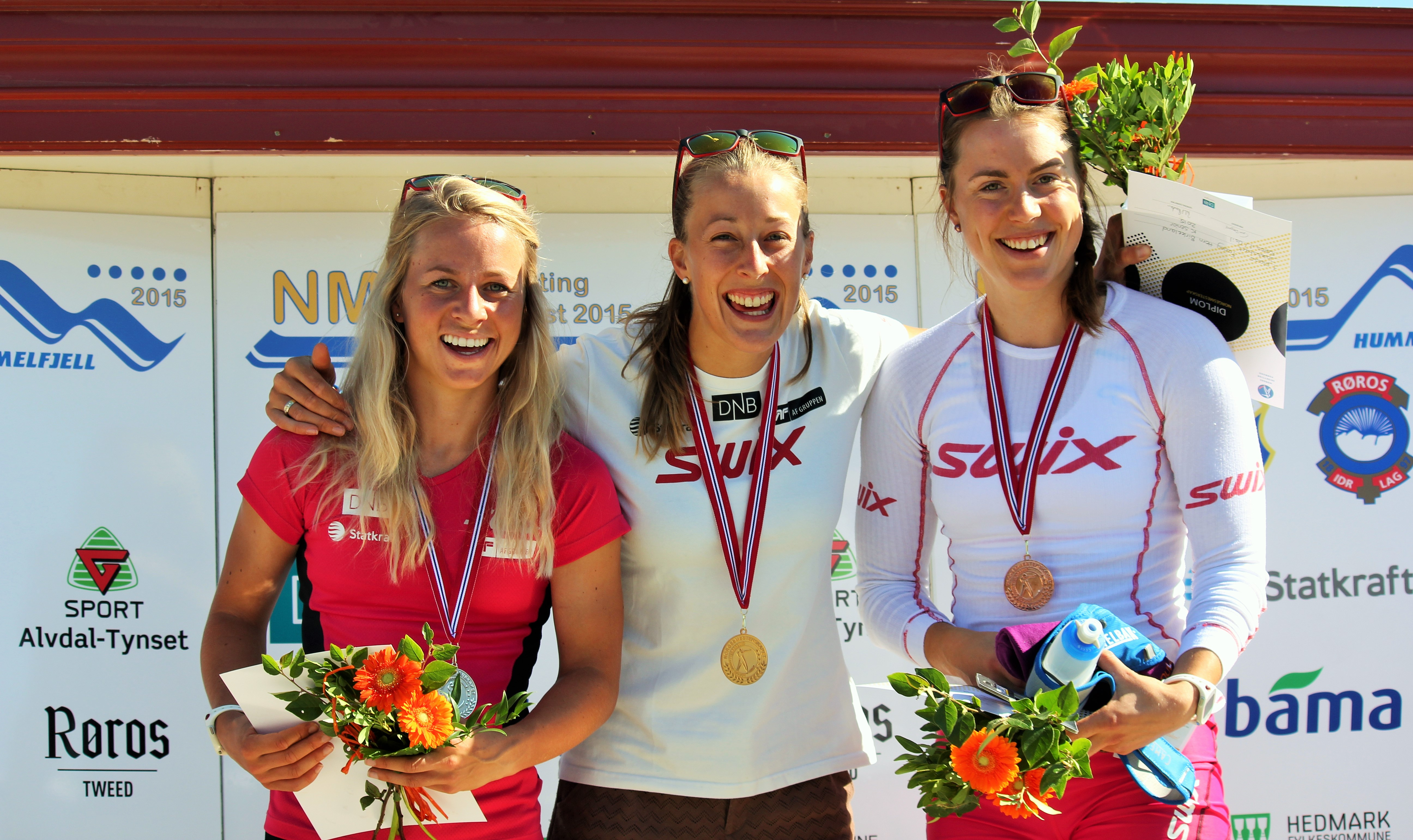
Tiril Eckhoff, Fanny Horn Birkeland und Solemdal bei den Norwegischen Rollskimeisterschaften

| Jahr | Ort         | Einzel | Sprint | Verfolgung | Massenstart | Staffel | Mixedstaffel |
| ---- | ----------- | ------ | ------ | ---------- | ----------- | ------- | ------------ |
| 2010 | Simostranda | 7.     | 3.     |            | 5.          | 6.      |              |
| 2011 | Bardufoss   | –      | 2.     | 9.         |             | –       |              |
| 2012 | Trondheim   | 2.     | 2.     |            | 2.          | 13.     |              |
| 2013 | Dombås      | 6.     | 2.     | 6.         |             | –       |              |
| 2016 | Dombås      |        | 1.     | 1.         | 2.          | 10.     |              |
| 2017 | Mo i Rana   |        | 3.     | 2.         | 3.          | –       |              |
| 2018 | Lillehammer |        | 8.     | DNS        | 2.          | 15.     |              |
| 2019 | Ål          | DNS    |        | –          |             | –       |              |